# Agrypon maderae
Agrypon maderae là một loài tò vò trong họ Ichneumonidae.